# هتل المنصور
هتل المنصور (به عربی: فندق المنصور) در ساحل رود دجله در مرکز شهر بغداد واقع شده‌است. هتل به تازگی تجربه یک بمب‌گذاری را داشته‌است که منجربه مرگ ۱۲ نفر شد.

## منبع
مشارکت‌کنندگان ویکی‌پدیا. «Mansour Hotel». در دانشنامهٔ ویکی‌پدیای انگلیسی، بازبینی‌شده در ۱۶ فروردین ۱۳۹۰.